# 黄槽竹
黄槽竹（学名：Phyllostachys aureosulcata）是竹亚科刚竹属的一个种，中國浙江省的特有種。黄槽竹的名字来自于其稈的节间纵沟槽的颜色，因此常用於園景裝飾。

## 型態描述

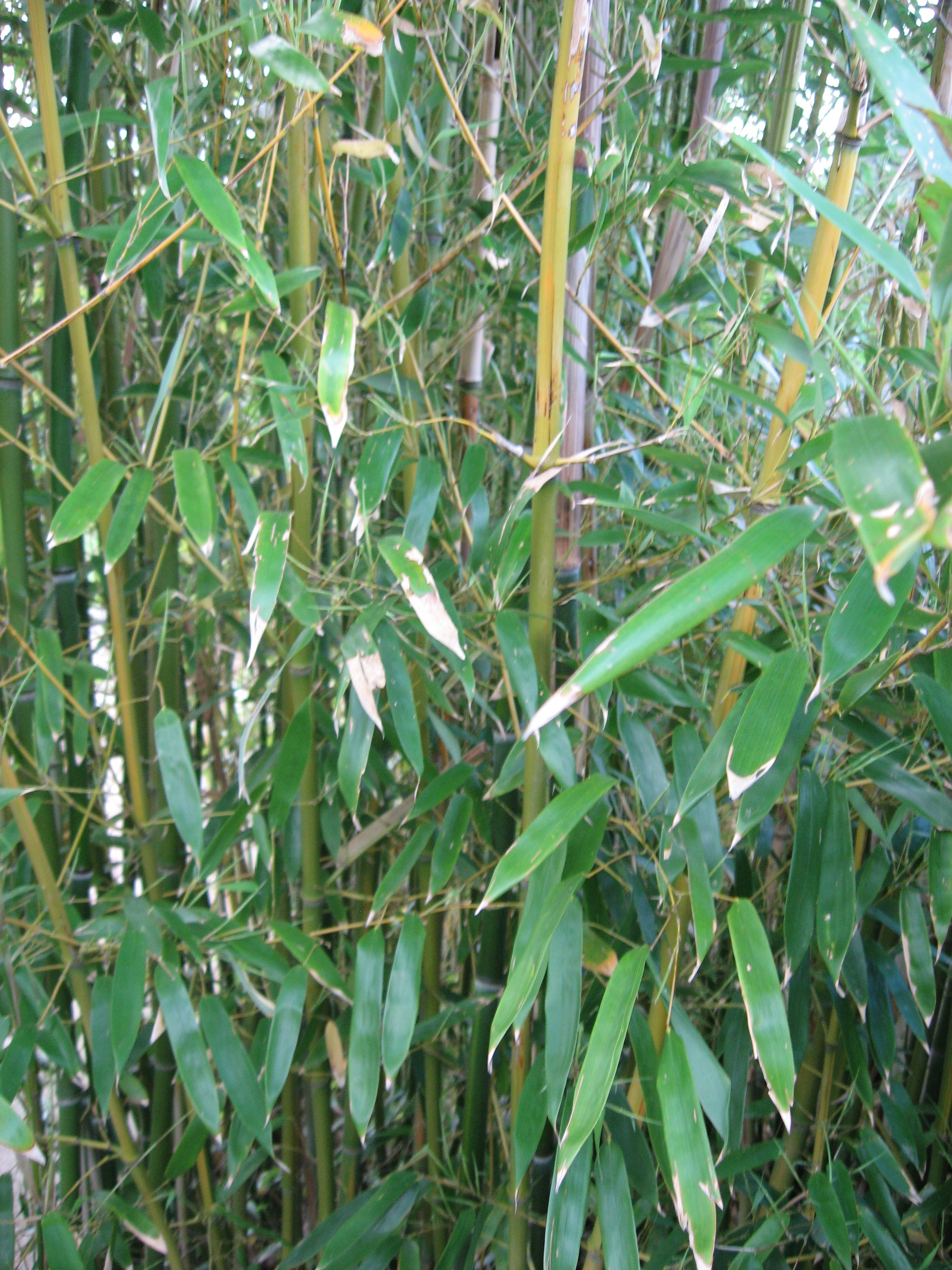
Phyllostachys aureosulcata

竹子最高可达9米，直径4厘米。在冬季平均最低溫度有零下15°C的地方，竹子甚至可以長到14米高，直徑6.5厘米。
本物種的典型形態有深綠色的稈，有黃色的纵沟槽。
竿鞘顏色呈紫綠色，通常帶黃色條紋。
有的竹子基最下两三节呈鋸齒形曲折。
本物種分佈於亚热带到温带地區，能夠比絕大多數其他竹忍受更低的冬天氣溫；另一方面，本物種亦是刚竹属各個物種中其中一種最堅硬的物種。

## 栽培种
- 金镶玉竹 Phyllostachys aureosulcata cv. spectabilis